# Solnisko (polana)
Solnisko (niem. Selzblösse, słow. Poľana Soľnisko, węg. Sóvető-rét) – polana w Dolinie pod Koszary w słowackich Tatrach Bielskich.
Polana znajduje się w dolnej części doliny, w lesie, na wysokości około 950 m i ma wymiary około 250 × 50 m. Położona jest na wschodnim brzegu Tokarskiego Potoku, w odległości około 30 min od wylotu doliny. Jest drugą w kolejności od wylotu doliny polaną. Pierwsza zamieniona została na wielki skład drzewa. Pozostałe, wyżej położone polany Doliny pod Koszary to Niżnia Kobylarka i Wyżnia Kobylarka.
Polana jest pozostałością dawnego pasterstwa. Solniskami nazywano miejsca, w których wykładano sól dla owiec i bydła. Na polanie Solnisko jest paśnik dla zwierzyny i ambona myśliwska. Polana znajduje się na obszarze Tatrzańskiego Parku Narodowego i to na obszarze ochrony ścisłej. Obowiązuje zakaz wstępu dla turystów i taterników, ale w typowy dla Tatr Bielskich dopuszczalny jest wyrąb drzewa i zabijanie zwierząt. Polana jest węzłem 6 dróg i ścieżek.